# 에릭 J. 버그
에릭 J. 버그(Erik J. Berg, 1991년 7월 15일 ~ )는 캐나다의 배우이다.
위니펙에서 태어났다.

## 출연 작품

### 영화
- Elijah (2008)
- 메디엄 (2009) - 조나 역
- 사일런트 나이트 (2012) - 데니스 역